# Championnat de France de cross-country 1910
Navigation
1909 1911
Le championnat de France de cross-country 1910 est la 22e édition du championnat de France de cross-country. La compétition a lieu à Marseille et elle est remportée par Jean Bouin.

## Palmarès
| Classement         | Athlète       |
| ------------------ | ------------- |
| Médaille d'or      | Jean Bouin    |
| Médaille d'argent  | Edgard Ballon |
| Médaille de bronze | Louis Pautex  |